# Недажин (Мазовецьке воєводство)
Недажин (пол. Niedarzyn) — село в Польщі, у гміні Бабошево Плонського повіту Мазовецького воєводства.
Населення — 229 осіб (2011).
У 1975—1998 роках село належало до Цехановського воєводства.

## Демографія
Демографічна структура станом на 31 березня 2011 року:
|          | Загалом | Допрацездатний вік | Працездатний вік | Постпрацездатний вік |
| -------- | ------- | ------------------ | ---------------- | -------------------- |
| Чоловіки | 121     | 39                 | 69               | 13                   |
| Жінки    | 108     | 34                 | 50               | 24                   |
| Разом    | 229     | 73                 | 119              | 37                   |